# Miles Away
Miles Away este al treilea disc single extras de pe al unsprezecelea album de studio al Madonnei, Hard Candy (dar al doilea în Japonia, după 4 Minutes). Cântecul a fost produs de Madonna, Timbaland, Justin Timberlake și Danja, fiind inspirat de relația la distanță a cântăreței cu soțul ei de atunci, Guy Ritchie.
Piesa a primit recenzii mixte de la criticii muzicali, fiind un eșec în multe țări, notabil în Australia, Regatul Unit și Statele Unite, cu toate că a ajuns în top 10 în Cehia, Olanda, Rusia, Spania și Turcia.

## Clasamente
| Clasament(2008)                               | Poziția maximă |
| --------------------------------------------- | -------------- |
| Africa de Sud                                 | 34             |
| ARIA Club Chart                               | 281            |
| Ö3 Austria Top 40                             | 21             |
| Ultratop 50 (Flandra)                         | 31             |
| Ultratop 40 (Valonia)                         | 39             |
| Brazil Hot 100                                | 12             |
| Canadian Hot 100                              | 23             |
| Czech Airplay Top 100                         | 5              |
| Tracklisten                                   | 39             |
| Swiss Music Charts                            | 32             |
| Mitä hittiä                                   | 13             |
| Syndicat National de l'Édition Phonographique | 54             |
| Media Control Charts                          | 11             |
| India                                         | 13             |
| Israeli Singles Chart                         | 6              |
| Japan Hot 100                                 | 5              |
| Mexico Top 100                                | 83             |
| Dutch Top 40                                  | 10             |
| Russia TopHit 100                             | 8              |
| Los 40 Principales                            | 1              |
| Sverigetopplistan                             | 25             |
| S.U.A. Billboard Hot Dance Club Play          | 2              |
| S.U.A. Billboard Hot Dance Airplay            | 1              |
| S.U.A. Billboard Hot Singles Sales            | 1              |
| S.U.A. Billboard Pop 100                      | 99             |
| Turkey Top 20 Chart                           | 2              |
| UK Singles Chart                              | 39             |
| Ukrainian Airplay Chart                       | 39             |
| Mahasz                                        | 2              |
| United World Chart                            | 31             |

1Thin White Duke Mix